# Чемпионат мира по экидену 1996
Третий чемпионат мира по экидену (эстафетному бегу по шоссе) прошёл 13 и 14 апреля 1996 года в Копенгагене, столице Дании. В соревнованиях в составе команд приняли участие 282 спортсмена из 34 стран мира. Были разыграны два комплекта медалей (среди мужчин и женщин).
Чемпионат стал первым официальным турниром ИААФ, проведённым на территории Дании.
Каждая сборная состояла из 6 участников, которые поочерёдно преодолевали этапы, в сумме составлявшие 42 км 195 м (длину классического марафона): 5 км, 10 км, 5 км, 10 км, 5 км, 7,195 км. Вместо эстафетной палочки использовалась повязка на запястье. Всего на старт вышли 29 мужских и 18 женских команд.

## Итоги соревнований
Трасса была проложена по улицам Копенгагена. Первыми на неё вышли женщины. Забег возглавила команда Эфиопии, у которой уже на втором этапе Берхане Адере оторвалась от преследователей и заработала 38-секундное преимущество. Её соотечественницы поддержали высокую скорость: эфиопские бегуньи были самыми быстрыми на пяти этапах из шести и заслуженно победили с лучшим результатом в истории соревнований (2:16.04). За второе место шла упорная борьба, в которой несколько раз менялся фаворит. Отличное выступление Елены Фидатов на заключительном этапе позволило сборной Румынии опередить на 17 секунд Японию и завоевать серебряные медали.
Мужской забег проходил по схожему сценарию. К концу второго этапа преимущество кенийских бегунов достигло 41 секунды. Однако затем бразильцы, занимавшие второе место, смогли вплотную приблизиться к фаворитам. После быстрого бега Делмира дос Сантоса на четвёртом этапе легкоатлеты из Южной Америки уступали лидерам всего 7 секунд. На заключительных двух отрезках кенийцы всё же не дали состояться сенсации, выиграв чемпионский титул с результатом 2:00.40; через 44 секунды финишировала Бразилия. На бронзовую позицию претендовали Эфиопия и Дания, и только Ворку Бикила на заключительном этапе смог гарантировать африканцам попадание на пьедестал.

## Призёры

### Мужчины
| Дисциплина | Золото                                                                                         | Золото  | Серебро | Серебро | Бронза | Бронза  |
| ---------- | ---------------------------------------------------------------------------------------------- | ------- | --- | ------- | --- | ------- |
| Экиден     | Кения · Саймон Роно · Джозеф Кимани · Марк Ятич · Стивен Кирва · Дэвид Кипруто · Уильям Киптум | 2:00.40 | Бразилия · Вандер Моура · Вандерлей ди Лима · Эдгар де Оливейра · Делмир дос Сантос · Томикс да Коста · Роналдо да Коста | 2:01.24 | Эфиопия · Эрпасса Леми · Кидане Гебремикаэль · Сисай Безабех · Абрахам Ассефа · Тегену Абебе · Ворку Бикила | 2:01.50 |

### Женщины
| Дисциплина | Золото                                                                                              | Золото  | Серебро | Серебро | Бронза                                                                                     | Бронза  |
| ---------- | --------------------------------------------------------------------------------------------------- | ------- | --- | ------- | ------------------------------------------------------------------------------------------ | ------- |
| Экиден     | Эфиопия · Генет Гебрегиоргис · Берхане Адере · Айелех Ворку · Гете Вами · Гетенеш Урге · Лучиа Ишак | 2:16.04 | Румыния · Юлия Ионеску · Марьяна Кирилэ · Лелия Деселнику · Юлия Негурэ · Луминица Гогырля · Елена Фидатов | 2:18.41 | Япония · Юкико Окамото · Наоми Сакасита · Аи Фукути · Икуё Гото · Норико Ура · Эри Ямагути | 2:18.58 |

## Лучшие результаты на этапах
Следующие спортсмены показали лучшие результаты на каждом из этапов.
| Этап | Длина    | Мужчины                      | Время | Женщины                      | Время |
| ---- | -------- | ---------------------------- | ----- | ---------------------------- | ----- |
| 1    | 5 км     | Саймон Роно (Кения)          | 13.45 | Генет Гебрегиоргис (Эфиопия) | 15.53 |
| 2    | 10 км    | Джозеф Кимани (Кения)        | 28.33 | Берхане Адере (Эфиопия)      | 32.21 |
| 3    | 5 км     | Питер Мавура (Зимбабве)      | 14.13 | Сильвия Соммаджо (Италия)    | 16.00 |
| 4    | 10 км    | Делмир дос Сантос (Бразилия) | 28.31 | Гете Вами (Эфиопия)          | 32.25 |
| 5    | 5 км     | Дэвид Кипруто (Кения)        | 14.09 | Гетенеш Урге (Эфиопия)       | 16.00 |
| 6    | 7,195 км | Ворку Бикила (Эфиопия)       | 20.14 | Лучиа Ишак (Эфиопия)         | 23.10 |